# EbXML
ebXML, Electronic Business using eXtensible Markup Language, även kallad "e-business XML", är en familj av XML-baserade standarder som sponsras av OASIS och UN/CEFACT. Dessa organisationer vill erbjuda XML-baserad infrastruktur som möjliggör globalt användande av elektronisk handelsinformation med bra interoperabilitet, säkerhet och konsistens. ebXML är mycket använt inom elektronisk B2B-kommunikation.
ISO har godkänt följande fem ebXML-specifikationer som ISO 15000:
- ISO 15000-1: ebXML Collaborative Partner Profile Agreement
- ISO 15000-2: ebXML Messaging Service Specification
- ISO 15000-3: ebXML Registry Information Model
- ISO 15000-4: ebXML Registry Services Specification
- ISO 15000-5: ebXML Core Components Technical Specification, Version 2.01.

Fortsatt arbete pågår inom standarden inom följande områden:
- Messaging (ebMS)
- Business Process & Collaboration (ebBP)
- Collaboration Protocol Profile and Agreement (CPPA)
- Registry and Repository
- Core Components (CCTS)